# クマルビ神話
クマルビ神話（クマルビしんわ）とは、紀元前14-13世紀のヒッタイトの遺跡から発掘された、クマルビ神にかかわる神話である。ギリシャ神話「神統記」の原形と見なされる。
ただしヒッタイト土着の神話ではなく、フルリ語神話のヒッタイト語への翻訳と考えられている。

## 発見史
| 1905年   | フーゴー・ウィンクラーがボアズキョイの発掘を開始。 |
| 1915年   | ベドジフ・フロズニーがヒッタイト語の解読に成功。インド・ヨーロッパ語族と確認。                                                                                             |
| 1916年   | ドイツオリエント学会が『ボアスキョイ出土の楔形文字文書』 KBo を発刊開始。2015年までに計70巻。                                                                              |
| 1921年   | ベルリン国立博物館が『ボアスキョイ出土の楔形文字資料』 KUBを発刊開始。 1990年に60巻で終了。                                                                                |
| 1945年   | ハンス・ギュターボック が、KUB33巻（1943年）からクマルビ神話の「天上の覇権」「ウルリクムミ」を翻訳。神名はフルリ語由来と推定し、またヘシオドス「神統記」との類似性を指摘。 |
| 1951-2年 | ギュターボック、 「ウルリクムミ」を改訳出版。 |
| 1971年   | エマニュエル・ラロシェが、ヒッタイト文書を内容別に整理したヒッタイト文書カタログ (CTH)を発行。 CTH321-370が神話。                                                          |
| 1990年   | ハリー・ホフナーが発見されたヒッタイト神話のほとんどを英訳。（1998年第2版）                                                                                                |

## 内容
以下の5つの歌を1995年にLebrunが「クマルビ神話集」と呼んだ。

### 天上の覇権／クマルビの歌／出現の歌[注 2](CTH344)

#### KUB33.120 I[注 3]
最初はアラルが天上の王者だった。
9年後、アヌがアラルを打ち破った。
アヌの9年目にクマルビが挑戦し、アヌの局所を噛み切った。
その時クマルビはアヌの精 を飲んだため、天候神をはらんだ。

#### KUB33.120 II
クマルビは天候神に対抗する子がほしいとアヤ（エア）に相談。
クマルビから天候神が生まれた。

#### KUB33.120 III（KUB36.31で補足）
天候神はクマルビに挑戦する。
（後半部は欠落）

#### KUB33.120 IV（KUB33.119で補足）
クマルビが吐き出した精 から「大地」が2人の男児を出産。

### ラマの歌 (CTH343)
KUB36.2など。
クマルビとエアはラマを王座につける。
ラマが9年間神々の王となる。
その後ラマは天候神に負けたらしい。

### 銀の歌 (CTH364)
KUB33.115など。
人の子「銀」は父がクマルビであると知る。
「銀」は神々の王となった。
その後は不明。

### ヘダムムの歌 (CTH348)
KBo26.72など。
クマルビは大食の海竜ヘダムムを生む。
愛の女神イシュタルは、ヘダムムに酒を飲ませて誘惑する。
その後は不明だが、おそらくヘダムムは殺された。

### ウルリクムミの歌    (CTH345)

#### 1 (CTH345.I[注 4].1）   KUB33.102、KUB33.98など
クマルビと「岩」の間に岩の子、ウルリクムミが生まれた。

#### 2 (CTH345.I.2）   KUB36.12など
女神イシュタルはウルリクムミを誘惑しようとしたが、ウルリクムミは動じない。
天候神はウルリクムミに戦いを挑む。

#### 3 (CTH345.I.3）   ほぼKUB33.106
天候神はウルリクムミを倒す方法をエアに相談。
太古、天地を切り離した鋸でウルリクムミの足を切れとエアが助言。
（結末は欠損）

## 他国の神話との関係
メソポタミアの神、ギリシャの神と以下のような対応がみられ、メソポタミア神話→クマルビ神話→ギリシャ神話へと移行したと考えられる。
|                  | メソポタミア（アッカド）神話 | クマルビ神話 | ギリシャ神話 |
| 天空神           | アヌ                         | アヌ         | ウーラノス   |
| 収穫神           | [ 注 5 ]                     | クマルビ     | クロノス     |
| 天候神           | アダド                       | テシュブ     | ゼウス       |
| 天候神への挑戦者 |                              | ウルリクムミ | テュポン     |
| 知恵神           | エア                         | エア（アヤ） | メティス     |
| 愛の女神         | イシュタル                   | イシュタル   | [ 注 10 ]    |
| ---------------- | ---------------------------- | ------------ | ------------ |

- ヘシオドス「神統記」で、ウーラノス→クロノス→ゼウスという権力交代がみられるように、クマルビ神話ではアヌ→クマルビ→テシュブという権力交代が起こる。    （ただしクマルビ神話の最初の神アラルは他の神話と対応しない。）
- 「神統記」でクロノスがウーラノスの局部を切断したように、クマルビはアヌの局部を切断する。